# نادي أحمد غروزني
نادي أحمد غروزني الجمهوري لكرة القدم (بالشيشانية: футболан клуб Ахмат Соьлжа-ГӀала)‏ (بالروسية: Республиканский футбольный клуб Ахмат Грозный.) نادي كرة قدم روسي يلعب في الدوري الروسي الممتاز. تم تأسيس النادي في سنة 1946.
تأسس في البداية تحت اسم زينامو (بالروسية: Динамо) (وتعني الموِّلد الكهربائي)، ومن ثم تغير بسنة 1948 إلى نفتانك (بالروسية: Нефтяник   ) (وتعني الزيَّات-أي بائع الزيت)، ومن ثم بسنة 1958 إلى نادي تيريك (بالروسية: Терек)، ومن ثم تغير اسمه أخيراً إلى نادي أحمد غروزني الجمهوري لكرة القدم بسنة 2017 لذكرى أحمد قديروف (الرئيس السابق لدولة الشيشان ووالد الرئيس الحالي رمضان قديروف).
يتدرب النادي بمقره في ستاد أحمد غروزني الذي تصل سعته إلى 30 ألف متفرج.